# Museu de História Natural de Berlim
O Museum für Naturkunde, por vezes chamado de Naturkundemuseum ou Museu Humboldt (oficialmente: Museum für Naturkunde - Leibniz-Institut für Evolutions- und Biodiversitätsforschung), é um museu de história natural localizado em Berlim, Alemanha. O museu abriga mais de 30 milhões de espécimes, dentre zoológicas, paleontológicas e mineralógicas, incluindo mais de dez mil tipos nomenclaturais. O local é famoso por duas exposições mundialmente reconhecidas: o maior dinossauro montado no mundo, o Giraffatitan, e por uma espécime extraordinariamente preservada da primeira ave conhecida, a Archaeopteryx lithographica.
Fundado em 1810, é o maior museu de história natural na Alemanha. As coleções de minerais do museu remontam à Academia de Ciências da Prússia, de 1700. Importantes espécimes zoológicas incluem aquelas recuperadas pela "Expedição Valdiva", realizada em regiões abissais entre 1898 e 1899, pela "Expedição Sul-Polar" (em inglês: Southpolar Expedition) entre 1901 e 1903, e pela "Expedição Sunda", entre 1929 e 1931. Expedições a "camas" de fósseis de Tendaguru, na África Oriental Alemã (atualmente Tanzânia), desenterraram ricos tesouros paleontológicos. As coleções de espécimes são extensas e atraem investigadores de todo o mundo.
Exposições adicionais incluem uma coleção de minerais que representa 75% dos existentes no mundo, uma grande coleção de meteoritos, o maior pedaço de âmbar do mundo; exposições dos atualmente extintos quagga, huia e tigre-da-tasmânia, além do gorila "Bobby", que foi um sucesso de "atração" do Jardim Zoológico de Berlim nos períodos de 1920 e 1930.

## Exposições

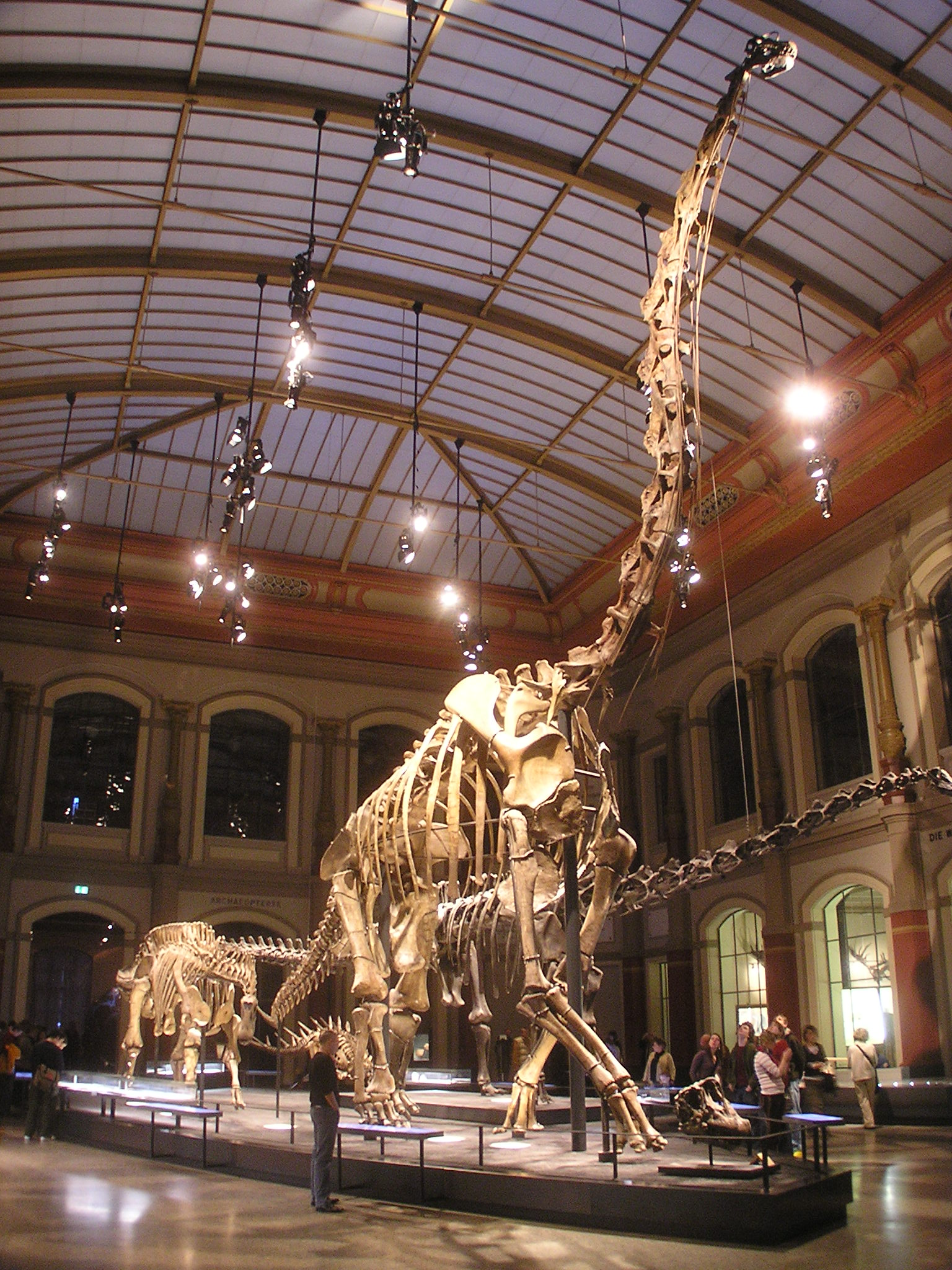
O Salão do Dinossauro visto da entrada, com o esqueleto de Giraffatitan brancai (anteriormente Brachiosaurus) ao centro.

Desde a reforma do museu em 2007, em um grande salão são explicados os processos de evolução e biodiversidade, enquanto que em várias outras salas há exposições especiais que mudam regularmente.

### Salão do Dinossauro
O modelo de Giraffatitan brancai exposto no salão central é o maior esqueleto de dinossauro montado no mundo. Ele é composto de ossos fossilizados recuperados pelo paleontólogo alemão Werner Janensch das "camas" de fósseis de Tendaguru, na Tanzânia, entre 1909 e 1913. Os restos mortais são principalmente de um animal gigantesco, com exceção de alguns ossos da cauda (vértebras caudais) que pertencem a outros animais da mesma espécie e tamanho.

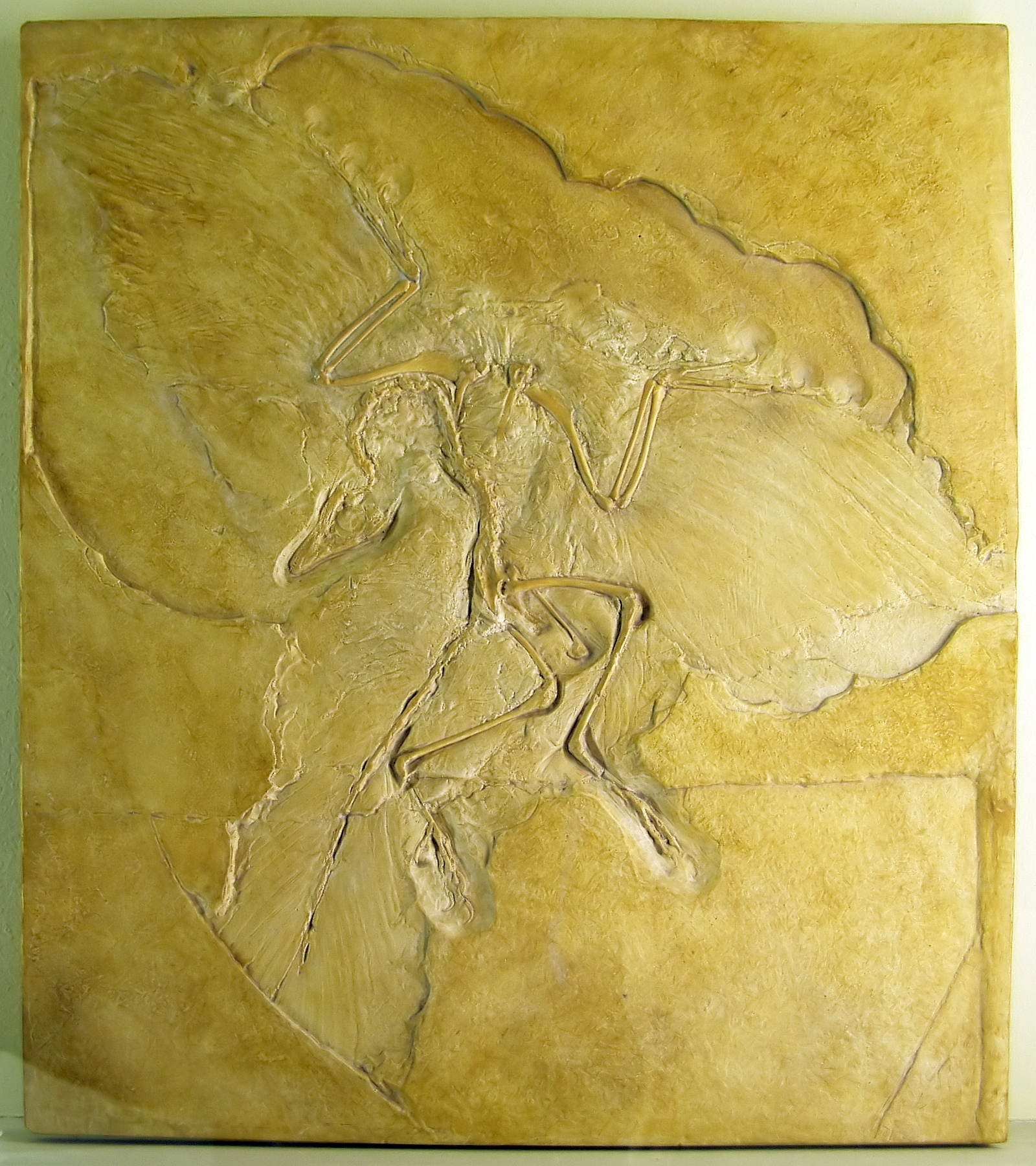
O corpo como o de um dinossauro, a cabeça anexa cheia de dentes, além das asas, das garras e da cauda longa como a de um lagarto, e a clara impressão de penas na pedra ao redor são evidências da ligação entre répteis e aves.

A montagem tem 12,72 m (41 pés e 5 pol) de altura e 22,25 m (73 pés) de comprimento (a partir de 2005). Quando vivo, o herbívoro de cauda longa e de pescoço comprido provavelmente pesava em torno de 23 toneladas. Enquanto o Diplodocus carnegiei, montado ao lado dele (uma cópia do original montado no Museu Carnegie de História Natural, em Pittsburgh, nos Estados Unidos) é maior em comprimento (27 m ou 90 pés), o espécime de Berlim é mais alto e muito mais maciço.

### Archaeopteryx
O espécime de Berlim do Archaeopteryx lithographica está em exibição no salão central de exposições. O Archaeopteryx é um fóssil de transição descoberto em 1861, dois anos depois do lançamento da obra principal de Charles Darwin, A Origem das Espécies, tornando-se o mais famoso fóssil no mundo.
Recuperado da formação geológica de calcário de Solnhofen na Alemanha, em 1871, foi apenas o terceiro Archaeopteryx a ser descoberto e o mais completo. O primeiro espécime, um único exemplar de 150 milhões de anos encontrado em 1860, também está sob a posse do museu.

### Salões dos Minerais
A coleção do museu compreende cerca de 250 000 exemplares de minerais, dos quais cerca de 4 500 estão em exposição no Salão dos Minerais.

### Evolução em ação
Num grande salão são explicados os princípios da evolução. O local foi inaugurado em 2007, após uma grande renovação de partes do edifício.

## História
Os minerais expostos no museu eram originalmente parte da coleção dos instrutores da Academia de Mineração de Berlim. A Universidade de Berlim, fundada em 1810, adquiriu a primeira destas coleções em 1814, sob a égide do novo Museu de Mineralogia. Em 1857, o departamento de paleontologia foi fundado, abrindo caminho para a adição dos departamentos de petrografia e geologia geral.
Em 1886, pelo fato de os recintos da Universidade de Berlim não comportarem mais coleções de minerais por falta de espaço, houve a necessidade de se elaborar um projeto para a construção de um novo edifício nas proximidades, na rua Invalidenstrasse 43, onde foi inaugurado como Museu de História Natural, em 1889. O museu foi construído no local de uma antiga siderúrgica e isso se reflete na existência de duas escadas de ferro fundido no interior do edifício.
De particular importância foi a contribuição do primeiro diretor após a mudança para o novo edifício. No passado, o museu simplesmente consistia na exposição dessas coleções, mas Karl Möbius idealizou a divisão entre um espaço de exibição pública com algumas amostras, juntamente com explicações sobre a sua relevância, e o restante da coleção separado em arquivos para estudos científicos.

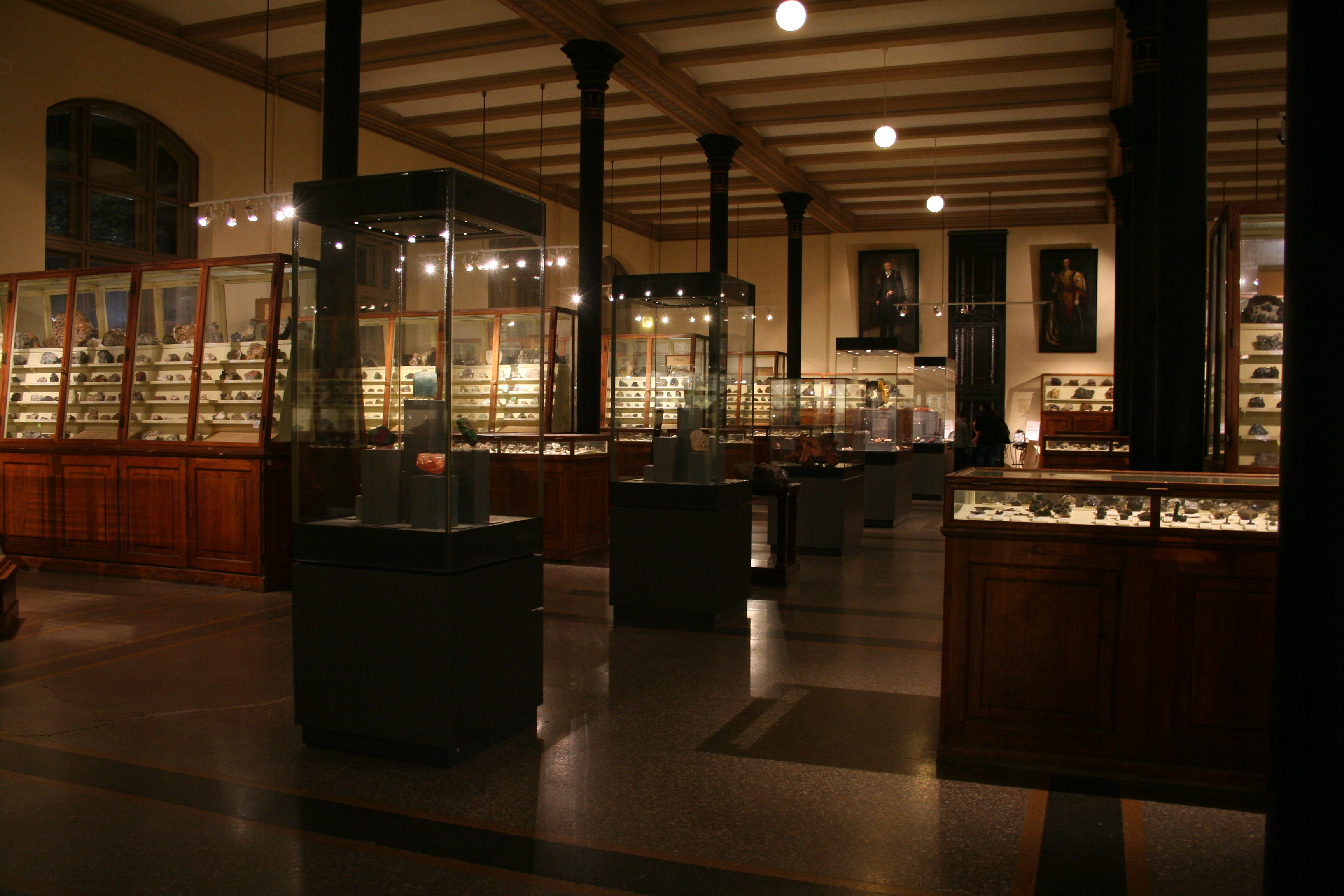
O Salão dos Minerais no Museu de História Natural de Berlim.

As coleções, porém, foram danificadas pelos bombardeios à Berlim durante a Segunda Guerra Mundial. A ala leste do museu foi severamente danificada na época, sendo que somente em 2011 o local foi reconstruído e atualmente abriga as coleções inteiras de álcool, parcialmente acessíveis ao público.
Em 1993, após o abalo causado pela reunificação da Alemanha, o museu foi dividido em três partes: Institutos de Mineralogia, de Zoologia e de Paleontologia. Contudo, as disputas internas entre os diretores dos Institutos causaram mudanças importantes em 2006, culminando na nomeação de um diretor-geral e a substituição dos antigos Institutos por uma divisão entre coleções, pesquisas e exposições.
Em 1 de janeiro de 2009, o museu se separou oficialmente da Universidade Humboldt e tornou-se um museu de investigação no âmbito da "Associação Leibniz", passando a ser nomeado de Museum für Naturkunde - Leibniz-Institut für Evolutions- und Biodiversitätsforschung (em português: Museu de História Natural - Instituto Leibniz de Pesquisa da Evolução e Biodiversidade). O museu está definido legalmente como uma fundação.